# Ficus cryptosyce
Ficus cryptosyce es una especie de planta del género Ficus, perteneciente a la familia Moraceae.

## Taxonomía
Ficus cryptosyce fue descrita por Edred John Henry Corner en 1970.

## Distribución
Se encuentra en el territorio de Nueva Guinea.